# Chirosia styloplasis
Chirosia styloplasis este o specie de muște din genul Chirosia, familia Anthomyiidae, descrisă de Zheng și Fan în anul 1990. Conform Catalogue of Life specia Chirosia styloplasis nu are subspecii cunoscute.